# جمجمة
الجُمجُمة بنيةٌ عظميّة تشكّل الرأس في معظم الفقاريات. تدعم الجمجمة بنى الوجه وتقدِّم للدماغ حماية عبر توضّعه في جوفها الرئيسي. تتألف الجمجمة من جزأين: القحف والفك السفليّ، أما عند الإنسان فتتألَّف من جزأين هما: القحف العصبيّ والقحف الحشويّ (القحف الوجهيّ) الذي يتضمَّن الفك السفليّ وهو أكبر عظام القحف الحشويّ. كما تُشكِّل الجمجمة الجزء الأكثر أماميَّةً من الهيكل، وتعتبر مسكناً للدماغ بالإضافة إلى العديد من البنى الحسيّة كالعينين والأذنين والأنف والفم. وعند البشر تُمثِّل هذه البنى الحسيّة جزءاً من الهيكل الوجهيّ.

توفّر الجمجمة الحماية للدماغ، كما أنه تحدّد المسافة بين العينين والتي تسمح بموجبها بالرؤية المجسَّمة، وتحدِّد أيضاً موضع الأذنين لتمكين التوضُّع السمعيّ لاتجاه ومسافة الأصوات. كما تمتلك الجمجمة وظيفةً دفاعيّة في بعض الحيوانات الحافريّة ذات القرون عبر وجود قرون تبرز من العظم الجبهيّ.
الكلمة الإنجليزيّة المقابلة لجمجمة هي Skull من المحتمل أن تكون مشتقّة من اللغة النوردية القديمة Skulle، بينما كلمة Cranium اللاتينية من الجذ الإغريقيّ κρανίον.
تتألف الجمجمة من عدد من العظام المسطّحة الملتحمة، وتحتوي على العديد من الثقوب والحفر والنواتئ، بالإضافة إلى العديد من الأجواف أو الجيوب. في علم الحيوان توجد العديد من الفتحات في الجمجمة الحيوانية، تُدعى هذه الفتحات بالنوافذ.

## البنية
للاطلاع على التفاصيل والعظام المُقوِّمِة، انظر قحف عصبي وهيكل الوجه

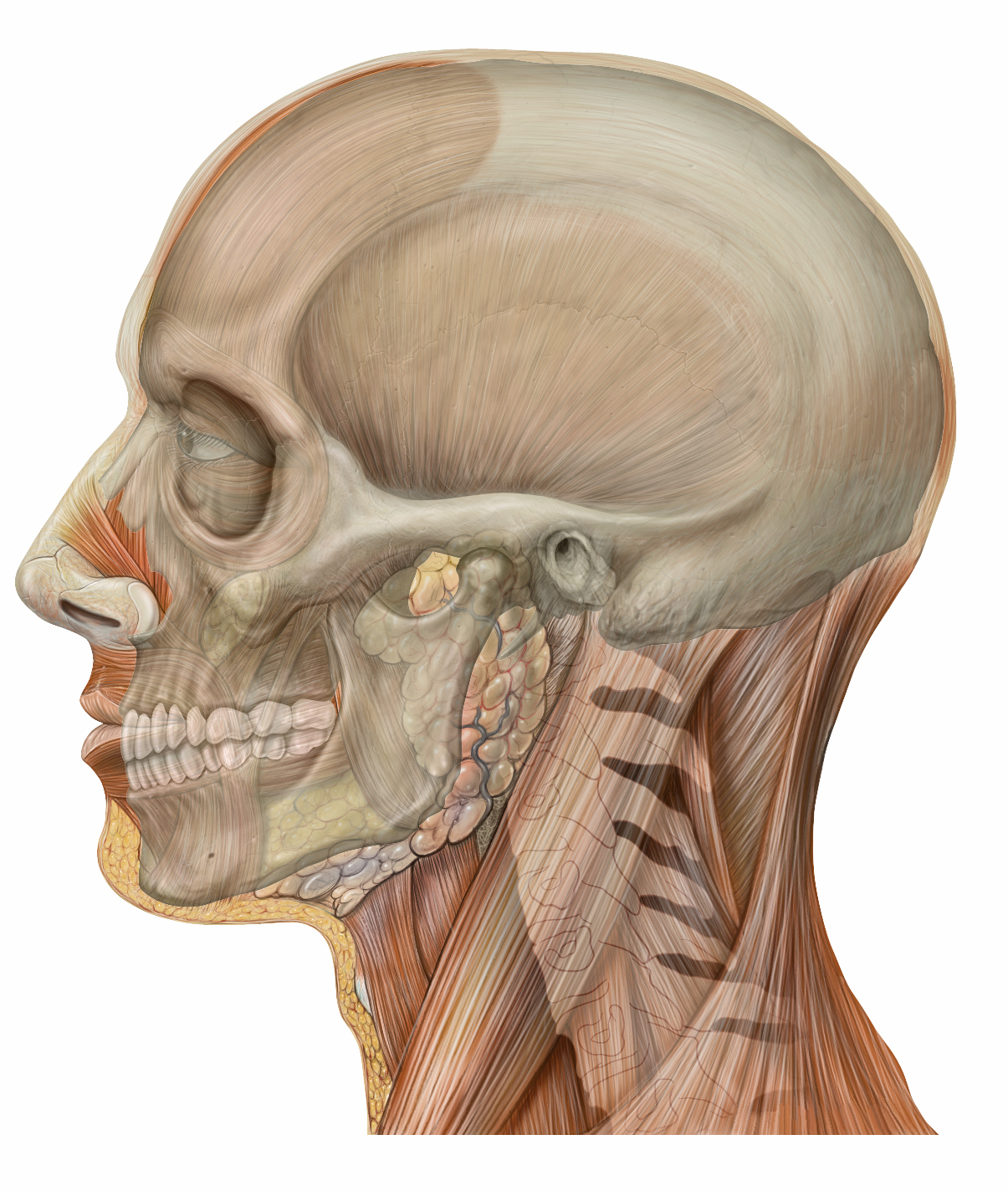
الجمجمة في موضعها

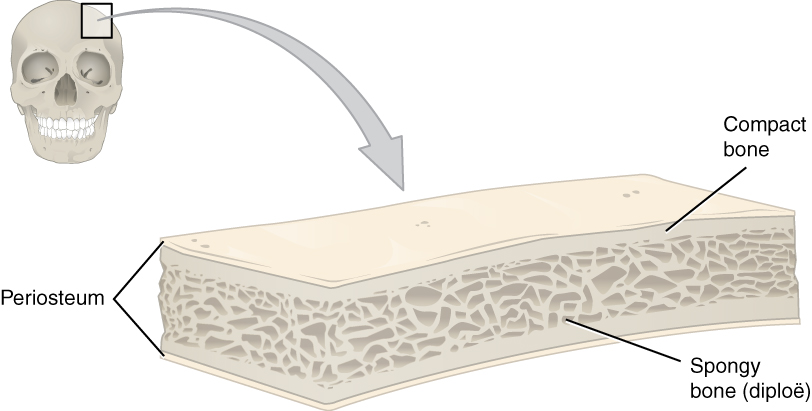
تشريح العظم المسطّح-يُعرف سمحاق عظام القحف العصبي بسمحاق القحف

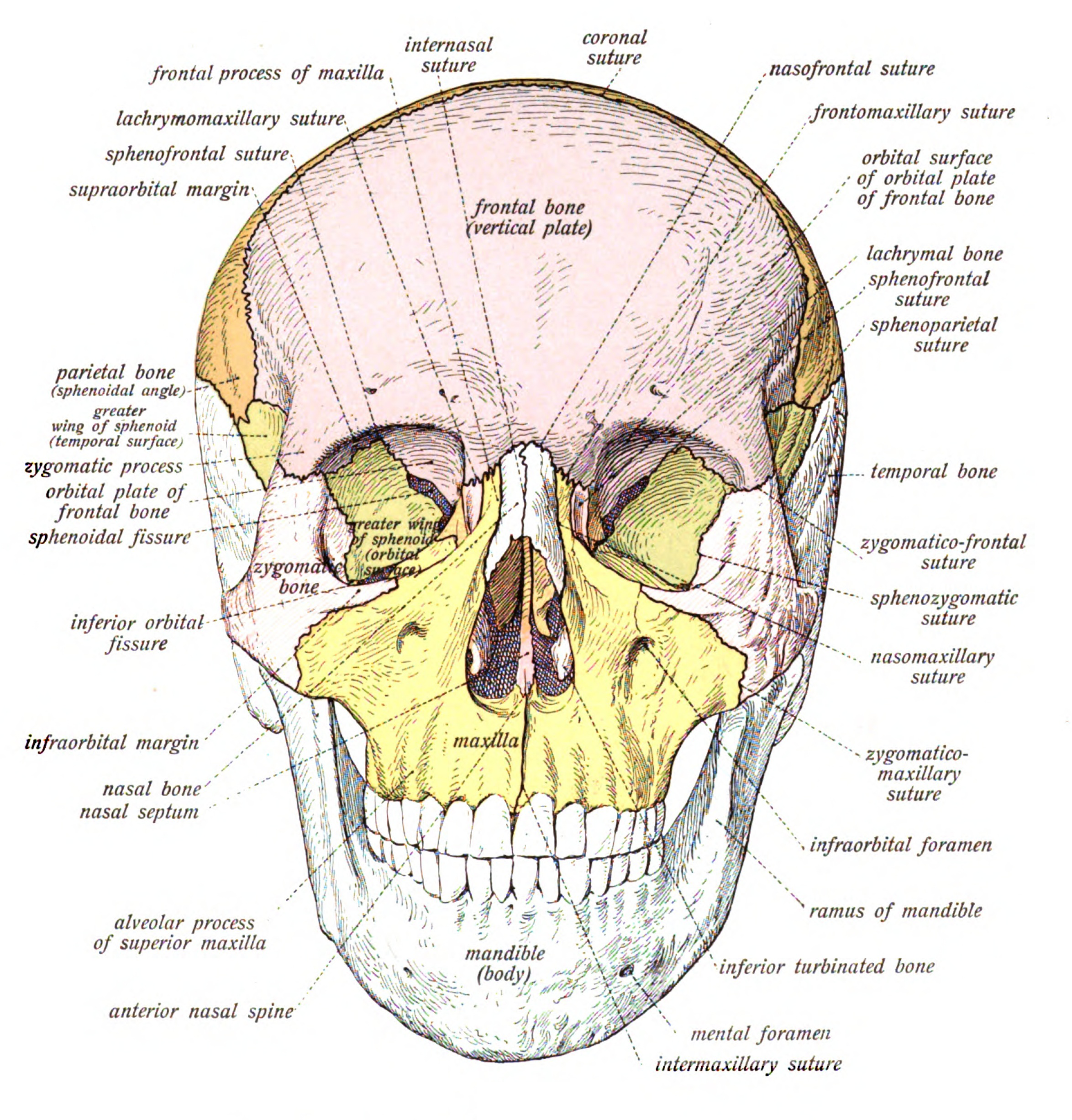
الجمجمة البشريّة من الأمام

منظر جانبيّ للجمجمة البشريّة

الجمجمة البشريّة بنية عظميّة تُشكِّل الرأس في الهيكل البشريّ. تدعم الجمجمة عند الإنسان بنى الوجه وتشكّل جوفاً خاصاً يحتوي على الدماغ، وكما هو الحال في بقية الفقاريات، تحمي الجمجمة دماغ الإنسان من الإصابات.

تتألف الجمجمة من جزأين اثنين ذوا منشأين جنينيَّين مختلفين وهما القحف العصبي والهيكل الوجهي (يُدعى أيضاً القحف الحشويّ الغشائيّ). يقوم القحف العصبيّ (أو صندوق الدماغ) بتشكيل الجوف القحفيّ الذي يوفر مسكناً للدماغ وجذع الدماغ ويقدم لهما الحماية. جديرٌ بالذكر أن الجزء العلويّ من العظام القحفيّة يُشكِّلُ القبة (قبة القحف).

بينما يتشكّل الهيكل الوجهيّ من عظام تدعم الوجه.

### العظام
باستثناء الفك السفليّ، فإن جميع عظام الجمجمة تلتحم بدروز ليفيّة (مفاصل ليفية غير قابلة للحركة) تتشكَّل بالتعظُّم، وتمنح ألياف شاربي لهذه الدروز بعض المرونة. في بعض الأحيان يمكن أن يكون هناك بعض القطع العظميّة الإضافيّة داخل الدروز تُعرف هذه القطع بالعظام الورميانيّة أو العظام الدرزيّة.

تُعتبر الجمجمة عموماً مؤلَّفةً من 22 عظماً، ثمانية عظام قحفيّة وأربعة عشر عظماً هيكليّة وجهيّة.

ففي القحف العصبيّ هناك عظم قذالي وعظمين صدغيين وعظمين جداريين وعظم جبهي وعظم وتدي وعظم غربالي.

أما عظام الهيكل الوجهي فهي الميكعة وقرينان أنفيَّان سفليَّان وعظمان أنفيَّان وعظمي فك علويّ وعظم الفك السفليّ وعظمي حنك وعظمين وجنيَّين وعظمين دمعيَّين. تعدُّ بعض المصادر عظمي الفك العلويّ عظماً واحداً، كما أن بعض المصادر تُضمِّن العظم اللامي أو عظيمات السمع الثلاث في الأذن الوسطى، ورغم هذا هناك اتفاق على عدد عظام الهيكل الوجهيّ بكونها 22 عظماً.
بعض العظام السابقة مسطّحة: القذالي والجداريّ والجبهيّ في القحف العصبيّ، والأنفيّ والدمعيّ والميكعة في الهيكل الوجهيّ.

### الأجواف والثقوب
تحتوي الجمجمة على أجواف جيبيّة والعديد من الثقوب. تُبطَّن الجيوب بظهارة تنفسيّة، وتتمثّل وظيفتهم المعروفة بتخفيف وزن الجمجمة بالإضافة إلى المساعدة في رنين الأصوات وفي تدفئة وترطيب الهواء القادم من جوفي الأنف.

أما الثقوب فهي عبارة عن فتحات في الجمجمة. أكبرها الثقبة العُظمى التي تسمح بمرور الحبل الشوكيّ بالإضافة إلى الأعصاب والأوعية الدموية.

### النواتئ
تشتمل الجمجمة على العديد من النواتئ مثلاً الناتئ الخشائي والناتئ الوجني.

## التطور

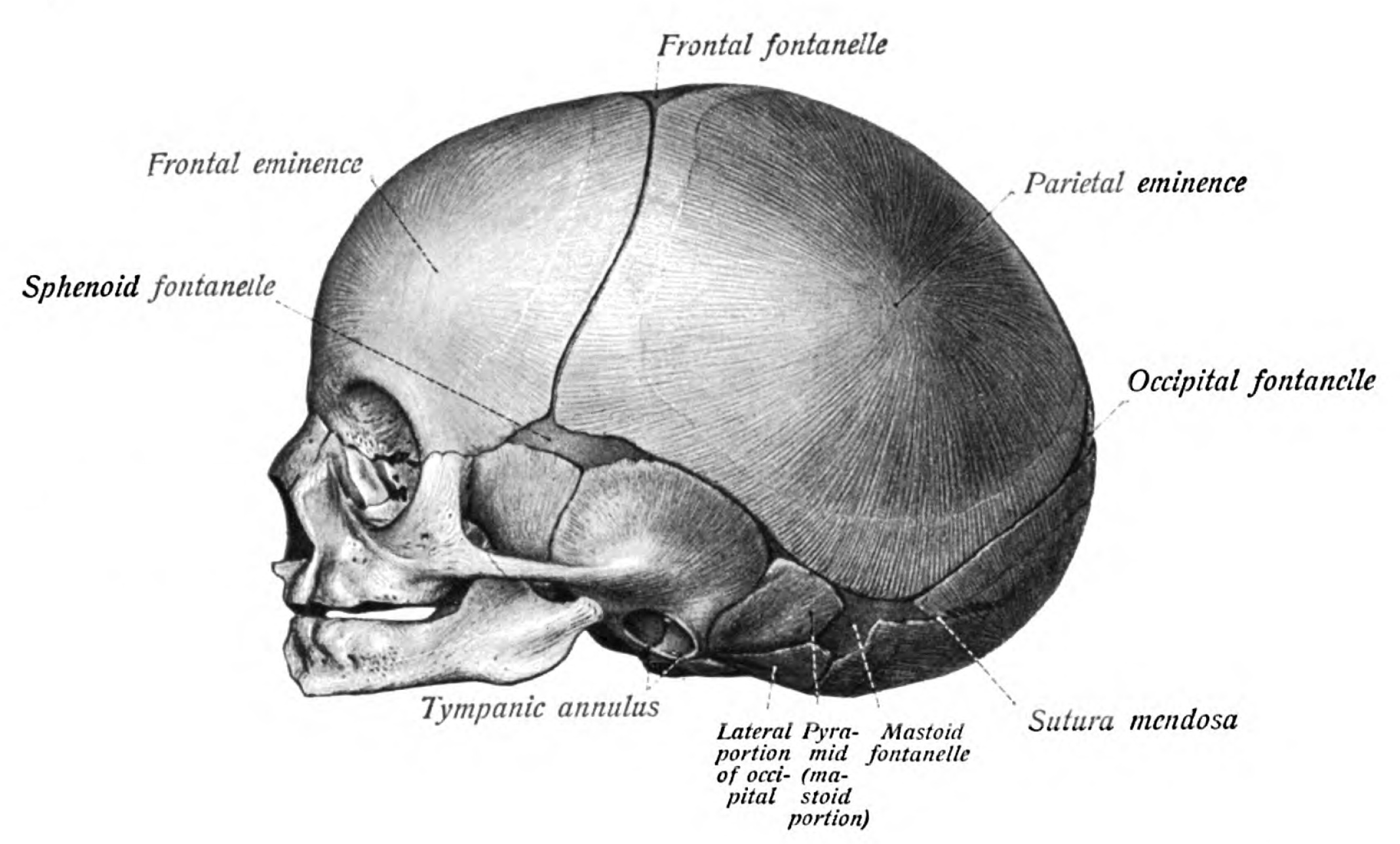
جمجمة طفل وُلدَ حديثاً كما تظهر من الجانب

الجمجمة بنية معقَّدة، تتشكَّل عظامها بالتعظُّم الغشائي وداخل الغضروفيّ. فعظام سقف الجمجمة التي تضم عظام هيكل الوجه والجوانب وسقف القحف العصبيّ عظامٌ جلديّة تتشكَّل التعظُّم الغشائيّ، باستثناء العظمين الصدغيّين الذين يتشكَّلان بالتعظم داخل الغضروفيّ. أما باطنة القحف، وهي العظام التي تدعم الدماغ (القذالي والوتدي والغرباليّ) تتشكّل إلى حدٍ كبير بالتعظُّم داخل الغضروفيّ. أما العظام الجبهيّ والجداريَّان فذات تعظُّم غشائيّ بحت. جديرٌ بالذكر أن هندسة قاعدة الجمجمة وحفرها القحفيّة الأمامية والوسطى والخلفيّة (قاعدة الجمجمة هي الوجه السفليّ لها أما حفرها القحفيّة فهي الوجه السفليّ الباطن أي الذي يُرى عند إزالة سقف القحف) تخضع لتغيرات سريعة، وتحديداً تخضع الحفرة القحفية الأمامية لتغيرات خلال الثلث الأول من الحمل، وبالتالي فإن احتمال عيوب الجمجمة يكون كبيراً في هذه الفترة.

عند الولادة، تتألف جمجمة الإنسان الوليد من 44 عنصر عظميّ منفصل. خلال التطوُّر تلتحم العديد من هذه العناصر العظميّة بشكل متزايد لتُشكِّل عظاماً صلبة (على سبيل المثال، العظم الجبهيّ). بالنسبة لعظام سقف القحف فإنها مفصولةٌ أساساً بمناطق نسيج ضام كثيف تُدعى باليوافيخ (مفردها يافوخ). هناك ستة يوافيخ: واحد أمامي (أو جبهيّ) وواحد خلفيّ (أو قذاليّ) واثنان وتديَّان (أماميّان وحشيَّان) واثنان خشّائيّان (أو خلفيّان وحشيّان). عند الولادة تكون المناطق (اليوافيخ) السابقة ليفيّة وغير قابلة للحركة، وهو أمر ضروريّ للولادة والنمو اللاحق.يمكن أن يضغط هذا النمو بشكل كبير على «الرزّة الولاديّة»، التي تقع مكان التقاء الجزئين الصدفيّ والوحشيّ للعظم القذاليّ. جديرٌ بالذكر أن أحد مضاعفات هذا الضغط الكبير على هذه المنقطة احتمال تمزُّق الوريد المخيّ الكبير. وبتقدُّم عمليتي النمو والتعظُّم يُغزا النسيج الضام لليوافيخ ويُستبدل بدروز. يكون عدد الدروز خمس وهي: الدرزان الصدفيّان والدرز الجبهيّ والدرز اللاميّ والدرز السهميّ. ينغلق الدرز الخلفيّ عادةً بحلول الأسبوع الثامن، أما الدرز الأمامي فيمكن أن يبقى مفتوحاً حتى الشهر الثامن. يتوضّع اليافوخ الأمامي عند الوصل بين العظام الجبهيّ والجداريَّين، وهو عبارة عن «بقعة لينة» على جبين الطفل. ومن خلال الملاحظة الدقيقة يمكن عدّ معدل ضربات قلب الطفل عبر ملاحظة النبض الرقيق للدرز الأمامي.

تكون الجمجمة عد حديثي الولادة كبيرة بالنسبة لبقية أجزاء الجسم. وتكون نسبة الهيكل الوجهيّ سُبع (1 إلى 7) من قياس القبّة (عند البالغين تكون النسبة نصف إلى نصف). بينما تكون قاعدة الجمجمة عند الوليد حديثاً قصيرة وضيّقة، على الرغم من كون الأذن الداخليّة مُطابقة لحجمها عند البالغ.

## الأهمية السريرية
تَعظُّم الدروز الباكر حالةٌ يلتحم فيها درز واحد أو أكثر من الدروز الليفيّة في جمجمة طفل قبل آوانها، وبهذا يتغيّر نمط النمو في الجمجمة. لأن الجمجمة تصبح غير قادرة على التوسُّع عموديَّاً على الدرز الملتحم، فتنمو عندها بالاتجاه الموازي. في بعض الأحيان يُقدّم نموذج النمو الناتج عن الالتحام الدرزيّ الباكر مساحةً كافيَةً لنمو الدماغ، ولكن يؤدي لشكل رأس غير طبيعيّ وملامح وجهيّة غير طبيعيّة. أما في الحالات التي لا يُقدِّمُ فيها نموذج النمو الناتج عن الالتحام مساحةً كافيةً لنمو الدماغ، يحدث زيادة في الضغط داخل القحف مما يؤدي لضعف البصر وضعف النوم وصعوبات في تناول الطعام أو ضعف في النمو العقليّ.

الجمجمة المضروبة بالنحاس هي ظاهرة يؤدي فيها الضغط داخل القحف الكبير إلى تشويه السطح الداخلي للجمجمة. جاء الاسم من حقيقة كون الجمجمة الداخليّة لها مظهر كما لو أنها ضُربت بمطرقة ضرب النحاس. تكون هذه الحالة أيع ما تكون عند الأطفال.

### الإصابات والعلاج
يمكن أن تكون إصابات الدماغ مهددة للحياة. وبشكل طبيعيّ تحمي الجمجمة الدماغ من الأذية من خلال ثخانتها، حيث أن الجمجمة واحدة من البُنى الأقل قابليّة للتشوُّه في الطبيعة، حيث أنها تحتاج لتطبيق قوة تقابل واحدة طن وزناً لتقليل قطرها بمقدار واحد سم. على أي حال فإنه في بعض حالات إصابات الرأس، يمكن أن يزداد الضغط داخل القحف عبر آليات كالنزف تحت الجافية. في هذه الحالات يمكن أن يؤدي الضغط داخل القحف المتزايد إلى فتق في الدماغ يخرج عبر الثقبة العظمى، وذلك بسبب عدم وجود المساحة الكافية لتمدُّد الدماغ، يمكن أن يؤدي هذا إلى أذيّة دماغية شديدة أو حتَّى الموت في حال لم تُجرى العملية الجراحية اللازمة بسرعة لتقليل الضغط. وهذا هو السبب الذي يدعي لمراقبة المرضى بارتجاج الدماغ بحذر شديد.

و بالعودة إلى العصر الحجري الحديث، فقد نُفذت عمليات جراحية على الجمجمة ودُعيت بنقب الجمجمة، حيث تتضمَّن هذه العملية حفر ثقب في القحف. وبفحص الجماجم من تلك الفترة اتَّضَح أن المرضى في بعض الأحيان نجوا وعاشوا لعدة سنوات بعد إجراء نقب الجمجمة. كما يبدو أن نقب الجمجمة أُجري أيضاً كطقس دينيّ في بعض الأحيان. هذه الأيام، يُستخدم إجراء نقب الجمجمة أو ثقب الجمجمة ولكنه يُسمى حالياً بقطع القحف.

في مارس/آذار من عام 2013 استبدل باحثون للمرة الأولى في الولايات المتحدة، استبدلوا زرعاً بوليميري ثلاثي الأبعاد بجمجمة مريض بدقة عالية. وبعد هذا التاريخ بتسعة أشهر أُجريت أول عملية استبدال كاملة لمُدرج بلاستيكي مطبوع بتقنية الطباعة ثلاثية الأبعاد اِستُبدل بالقحف على امرأة هولندية. حيث أنها عانت فيما مضى من فرط تعظُّم مما زاد من ثخانة جمجمتها وضغط دماغها.

### إجراءات المتحولين جنسياً
يمكن إجراء تغييرات جراحية في خصائص الجمجمة الجنسيّة كجزء من جراحة تأنيث الوجه، وهي مجموعة من الإجراءات الجراحية الترميميّة التي يمكن أن تتغير بموجبها ملامح الوجه الذكورية لتجعلها أقرب شكلاً وحجماً إلى ملامح الوجه الأنثوية النموذجية. وقد تُشكِّل هذه الإجراءات الجراحية جزءاً هاماً من علاج التحوّل الجنسي في حالة اضطراب الهوية الجنسيّة.

## المجتمع والثقافة

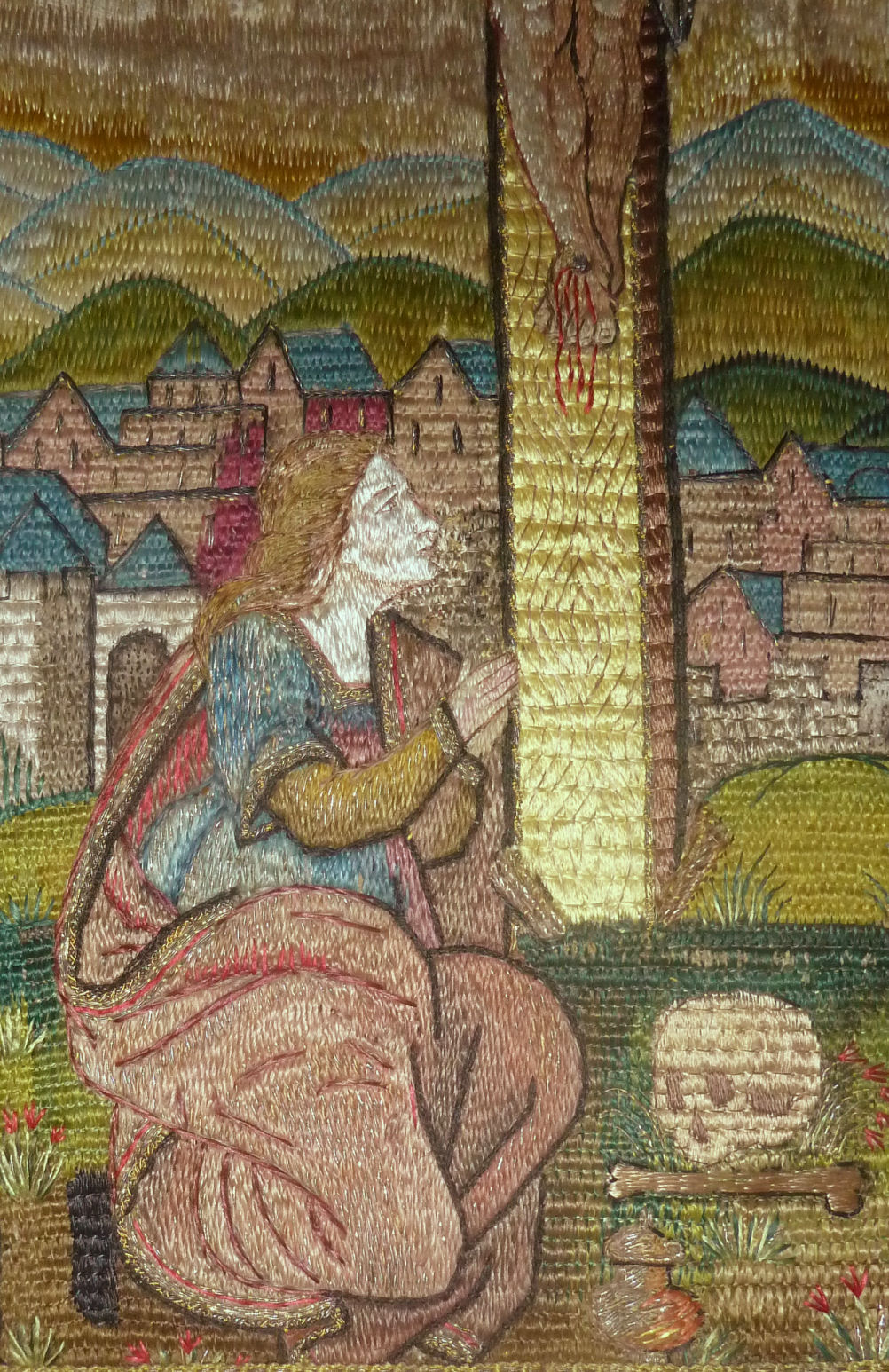
جمجمة ترمز للتوبة، تطريز حريري يعود للقرن السابع عشر

تشويه الجمجم الاصطناعيّ ممارسة تاريخيّة على نحو واسع في بعض الثقافات. فتستخدم الحبال والألواح الخشبيّة لتطبيق ضغط على جمجمة الطفل وإحداث تغيير في شكلها، وفي بعض الأحيان بشكل كبير جداً. كانت هذه العملية تبدأ بعد الولادة مباشرةً ويستمر إجراءها حتى عدة سنوات.

### علم العظام
كما هو الحال بالنسبة للوجه والأسنان، فإن الجمجمة تُقدِّم تاريخ حياة الشخص وأصله، حيث يستخدم علماء الطب الشرعيّ وعلماء الآثار صفات الجمجمة لتقدير صفات الكائن الذي تعود له الجمجمة. وفي حالة العثور على كمية كبيرة من العظام كما هو الحال في سبيتافيلدز في المملكة المتحدة وتلال جومون شيل في اليابان، يستخدم علماء العظام خلال (صفات) هذه العظام كنسب الأطوال والارتفاع والعرض لمعرفة علاقات سكان المنطقة محل الدراسة مع سكان آخرين أحياء أو منقرضين.

وضع الطبيب فرانز جوزيف غال حوالي عام 1800نظرية في الفيرينولوجيا (فراسة الدماغ)، والتي حاولت إظهار أن الملامح الخاصة بالجمجمة ترتبط بخلال (صفات) شخصيّة معينة أو قدرات فكريّة لصاحبها. تُعتبر اليوم نظريته في عداد العلوم الكاذبة.

### مثنوية الشكل الجنسيّة
في منتصف القرن التاسع عشر وجد علماء الأنثروبولوجيا أنه من المهم التمييز بين جماجم الذكر والأنثى. وقد جادل أحد علماء الأنثروبولوجيا آنذاك وهو جايمس ماكغريغور آلان في أن دماغ الأنثى شبيه بدماغ الحيوان. سمح هذا لعلماء الأنثروبولجيا بأن يعلنوا بأن النساء عاطفيَّات وأقل عقلانيّة من الرجال. ثم خلص ماكغريغور إلى أن دماغ المرأة أقرب إلى الرضّع، وبالتالي تم اعتبار المرأة أقل شأناً في ذاك الوقت. وبسبب ادعاءات متعلّقة بنقص المرأة وبسبب صمت النسويّة آنذاك انضم علماء أنثروبولوجيا آخرون إلى دراسات جمجمة الأنثى. جديرٌ بالذكر أن القياسات القحفيّة هي الأساس لما يُعرف اليوم بفراسة الدماغ. كما استخدمت هذه القياسات للربط بين المرأة وذوي البشرة السوداء.

أظهرت أبحاث أنه بينما كان هناك اختلاف بسيط بين جمجمة الذكر وجمجمة الأنثى في باكر الحياة، إلا أن جماجم الذكور البالغين تميل إلى أن تكون أكبر وأكثر قوّة من جماجم الإناث التي تكون أخف وأصغر وبسعة أقل بحوالي 10 بالمئة من جمجمة الذكر. على أي حال، فإن دراسات لاحقة أظهرت أن جماجم النساء أثخن قليلاً وبالتالي فإن الرجال أكثر عرضةً لإصابات الدماغ من النساء.

تتميز جماجم الرجال بحافة فوق حجاجيّة ومُقطَّب وخطوط صدغيّة أكثر بروزاً. كما تتميز جماجم النساء عموماً بحجاج مدوَّر وفك أضيق، أما بالنسبة للرجال فيكون الحجاج عادةً مربّع كما يمتلكون حنكاً أعرض وأكبر. بالإضافة إلى امتلاك الرجال لنواتئ خشائية أكبر وجيوب أكبر ولقمة قذالية أكبر من تلك الموجودة عند الإناث. كما يتميّز الفك السفليّ عند الرجال عادةً بكون الذقن أكثر قرباً من الشكل المربّع وبوجود أماكن تثخّن وخشونة لاتصال العضلات، وذلك بشكل أوضح مما هو في الفك السفليّ عند الإناث.

### علم قياس الجماجم
يشير مصطلح «المؤشر الرأسي» إلى نسبة عرض الرأس مضروباً بالعدد ومقسوماً على طوله (من الأمام إلى الخلف). يُستخدم هذا المقياس عادةً لتصنيف الحيوانات، ولا سيّما الكلاب والقطط. يُقاس عادةً العرض إلى الأسفل من البارزة الجداريّة، أما الطول فمن المُقطَّب إلى النقطة القذاليّة.
و يمكن للإنسان أن يكون:
- Dolichocephalic طويل الرأس
- Mesaticephalic متوسط الرأس
- Brachycephalic قصير الرأس

## حيوانات أخرى

### السمك

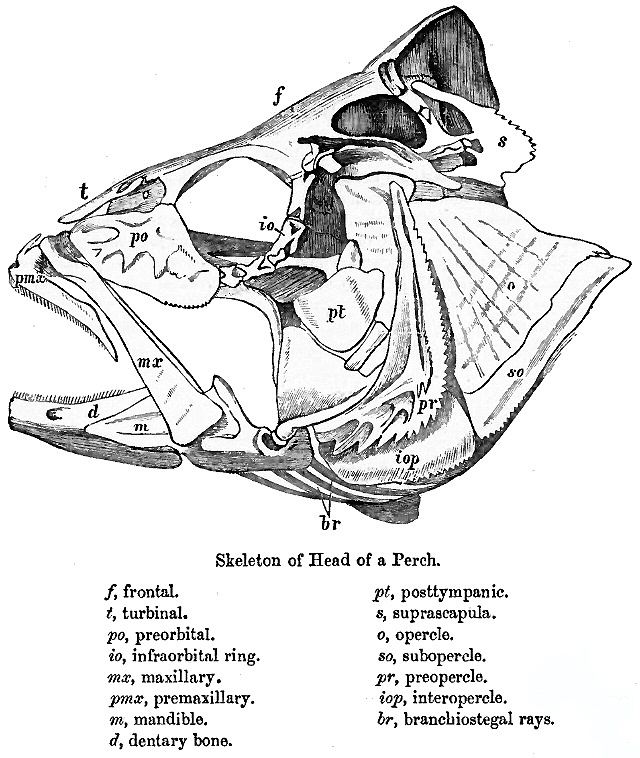
أجزاء رأس السمك، كتاب حيوانات الهند البريطانية للسير فرنسيس داي 1889

تتشكل جمجمة السمك من سلسلة من العظام المتصلة ببعضها البعض بشكل فضفاض. فالجلكيات والقروش تمتلك فقط بطانة قحف غضروفية بالإضافة إلى فكين منفصلين تماماً. أما الأسماك العظمية فتمتلك عظام جلدية إضافية، مشكِّلةً بذلك سقفاً للجمجمة أقل أو أكثر تماسكاً في الأسماك الرئوية وكاملات العظم.

أما البنى الأبسط فتوجد في الأسماك عديمة الفك، حيث تتمثل الجمجمة بسلة شبيهة بالحوض من العناصر الغضروفية والتي تنغلق جزئياً فقط فوق الدماغ، وتترافق مع كبسولات للأذن الداخلية والمنخر المفرد. لا تمتلك هذه الأسماك فكين على الإطلاق.

أما الأسماك الغضروفية كالقروش والشعاعيات فتمتلك أيضاً بنى جمجمية بسيطة ويُفترض أنها بدائية. فالقحف بنية مفردة تُشكِّل صندوقاً حول الدماغ، مُغلقاً الناحية السفلية والجوانب، ولكن دائماً مفتوح جزئياً على الأقل من القمة بثقبة كبيرة. يتضمن الجزء الأمثر أمامية من القحف صفيحة من غضروف ممتدة إلى الأمام والمنقار وكبسولات لإغلاق الأعضاء الشميّة. وخلف هذه تتواجد الحجاج وبعدها زوج إضافي من الكبسولات التي تغلق بنية الأذن الداخلية. أخيراً، تستدق الجمجمة باتجاه الخلف، حيث تتوضَّع الثقبة العظمى تماماً فوق اللقمة المفردة التي ستتمفصل بدورها مع الفقرة الأولى. بالإضافة إلى ذلك هناك ثقب أصغر عند نقاط متنوعة من القحف وهذه الثقوب الأصغر مخصَّصة للأعصاب القحفيّة. يتألف الفك من أطواق منفصلة من الغضروف، وهي دائماً منفصلة عن الجمجمة في الحالة السليمة.

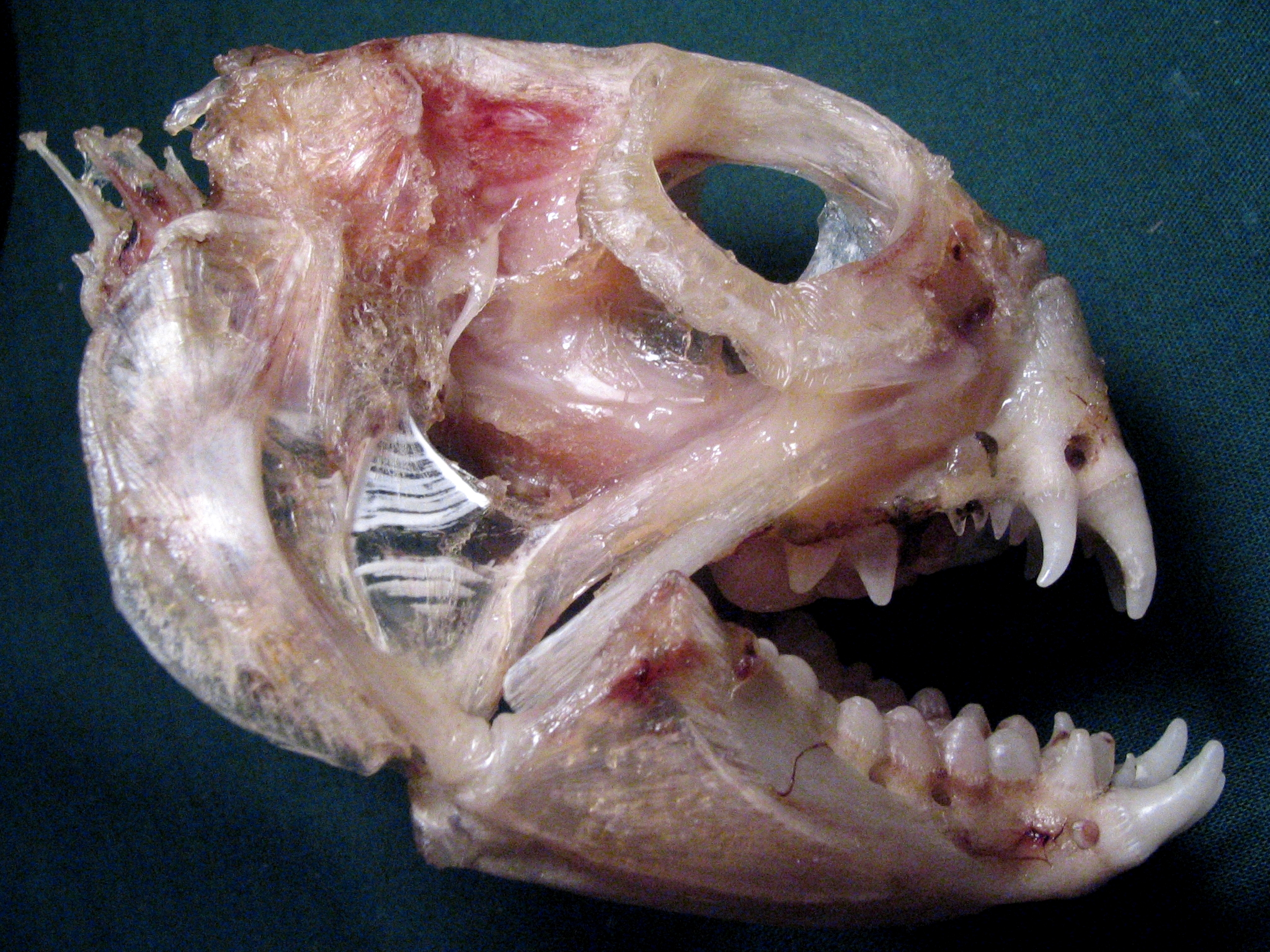
جمجمة السمك الذئبية الأطلسية

في أسماك شعاعيات الزعانف هناك تعديل واضح في النموذج السابق للجمجمة. فسقف الجمجمة يتشكَّل على نحو أفضل وعلى الرغم من أن العلاقة الدقيقة بين عظامه غير واضحة في رباعيات الأطراف فتُعطى حيها أسماك ملائمة للحالة. على أي حال، فإن العناصر الأخرى في الجمجمة قد تغيب، فمثلاً هناك منطقة خد (شدق) خلف الحجاج المتضخّم، والصغير في حالة وجود عظام بينهما. الفك العلويّ غالباً يتشكّل على نحو كبير من العظم أمام الفك العلويّ التي تتوضّع أمام الفك العلوي ذاته.

على الرغم من أن جماجم أحافير الأسماك لحمية الزعانف تشابه تلك التي تمتلكها رباعيات الأطراف الأولى، فإنه لا يمكن قول الأمر ذاته على الأسماك الرئوية الحيّة. فسقف القحف غير متشكِّل بشكل كامل، وهو يتألف من عدة عظام غير منتظمة الشكل إلى حدٍ ما ودون وجود علاقة مباشرة بتلك الموجودة عند رباعيات الأطراف. يتشكّل كذلك الفك العلويّ من الأجنحة (عظم الجناح) وعظام الميكعة وحدها، والتي تحمل جميعها الأسنان. كما يتشكّل معظم الجمجمة من غضروف، وبنيتها بشكل عام تكون مخفَّضَة.

### رباعيات الأطراف

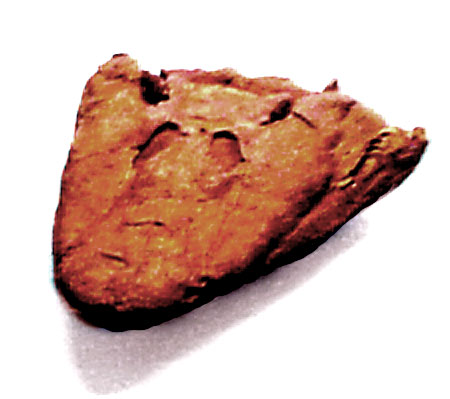
جمجمة تيكتاليك، وهو جنس انقرض بين الأسماك لحمية العانف ورباعيات الأطراف في وقت باكر.

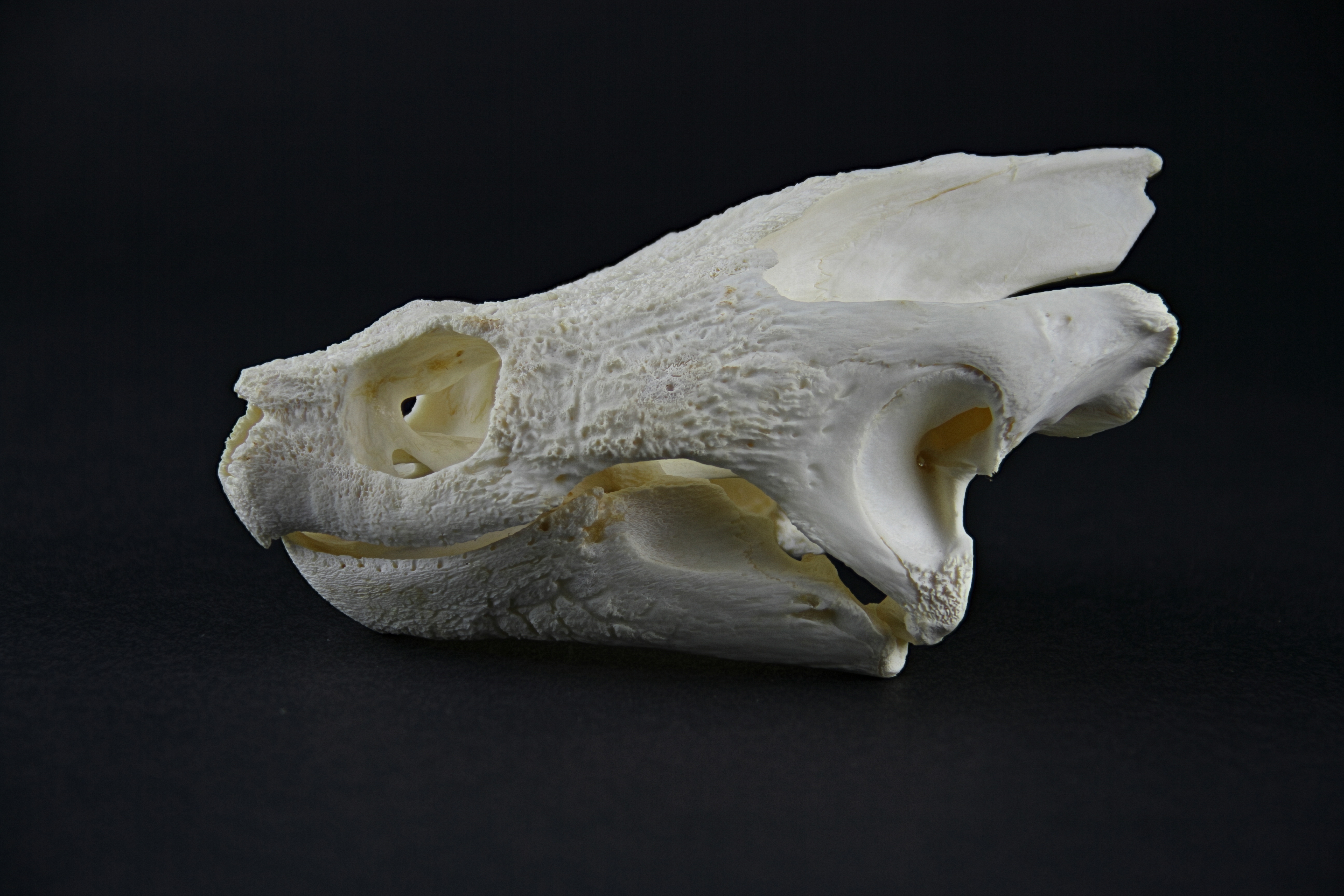
سلحفاة

تماثل جماجم رباعيات الأطراف الباكرة تلك الموجودة لدى أسلافهم من الأسماك لحميات الزعانف. يتشكَّل سقف الجمجمة من عظام شبه مصفَّحة، تشتمل على الفك العلوي والجبهيّة والجداريّة والدمعيّة وغيرها. وهي تمتد فوق بطانة القحف موافقةً بذلك للجمجمة الغضروفيّة في القروش وشعاعيات الزعانف. كما أن العظام المتنوّعة المنفصلة التي تكوّن العظم الصدغيّ عند البشر أيضاً جزء من سلسلة العظام الموجودة في سقف الجمجمة. بالإضافة إلى وجود صفيحة أخرى مؤلفة من أربعة أزواج من العظام، وتشكّل هذه الصفيحة سقف الفم، وتتضمّن هذه الصفيحة عظام الحنك والميكعة. أما قاعدة الجمجمة فتتألف من حلقة من العظام المحيطة بالثقبة العظمى وعظم واقع على الخط المتوسط وممتدّ للأمام، هذه العظام مناددة للعظم القذالي وأجزاء من العظم الوتديّ عند الثدييات. أخيراً، يتألف الفك السفليّ من عظام متعدّدة، يكون الجزء الأكثر أماميّة منها (و هو المضرس) فقط منادداً للفك السفليّ عند الثدييات.

في رباعيات الأطراف الحيّة، هناك العديد من العظام الأصليّة إما اختفت أو التحمت بترتيبات متنوّعة.

### الطيور

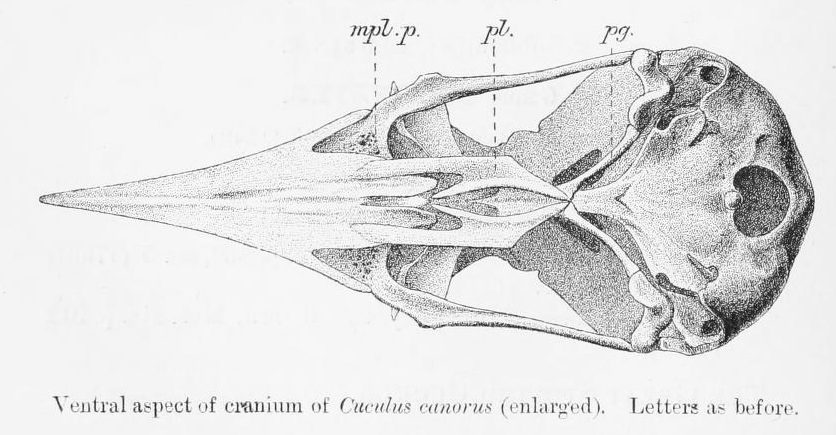
جمجمة وقواق

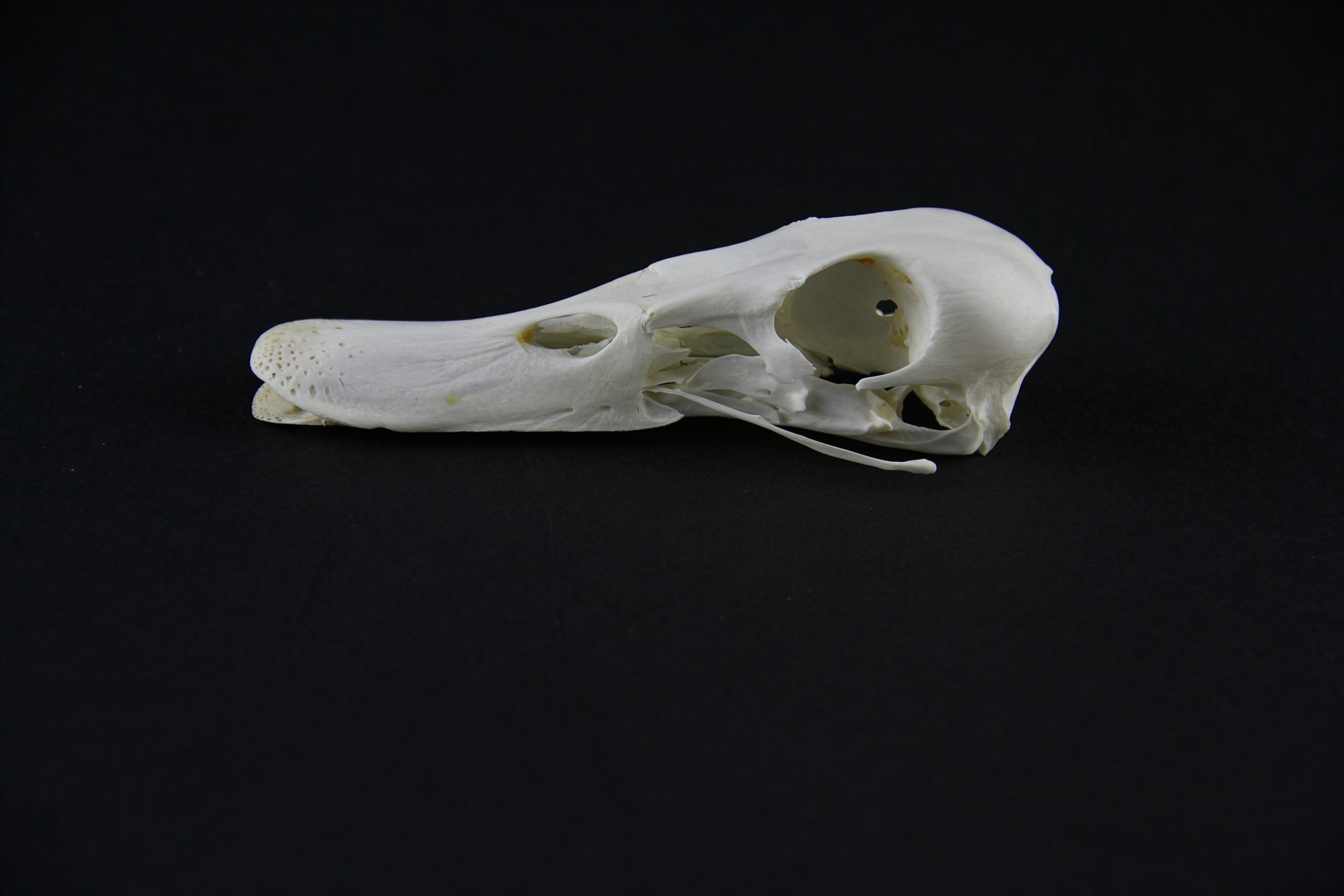
منظر جانبيّ لجمجمة بط

تمتلك الطيور جمجمة ذات قوسين بحفرة أمام دمعيّة (تكون موجودة في بعض الزواحف). وتمتلك الجمجمة لقمة قذالية مفردة. تتألف الجمجمة من خمسة عظام رئيسية: الجبهيّ والجداريّ وأمام الفكيّ العلويّ والأنفيّ والفك السفليّ. تزن جمجمة الطائر الطبيعيّة عادةً حوالي 1% من إجمالي زون الطائر. تحتل العين قدراً كبيراً من الجمجمة وتُحاط بحلقة عينيّة صلبة وهي عبارة عن حلقة من عظام رقيقة، يُرى هذا الأمر كذلك في الزواحف.

### البرمائيات

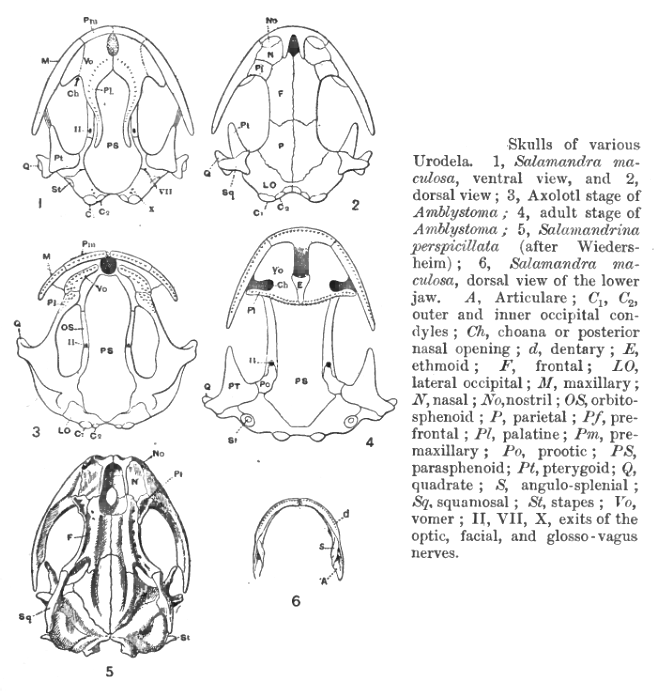
جمجمة البرمائيات، من كتاب البرمائيات والزواحف لهانز غادو 1909

تمتلك البرمائيات الحيّة بشكل نموذجيّ جماجم مُخفَّضة (مكونات أقل من أسلافها) فالعديد من العظام إما غائبة أو استُبدلت بشكل كامل أو جزئياً بغضاريف. في الثدييات والطيور على وجه الخصوص وقعت تعديلات على الجمجمة لتسمح بنمو الدماغ. فالالتحام بين العظام يُلحظ بشكل واضح في الطيور، حيث يصل الأمر إلى حدّ صعوبة تعريف البنى الفرديّة المُكوّنة للجمجمة.

## البنية

### النوافذ

شكل ترسيمي لجمجمة سبينوصور

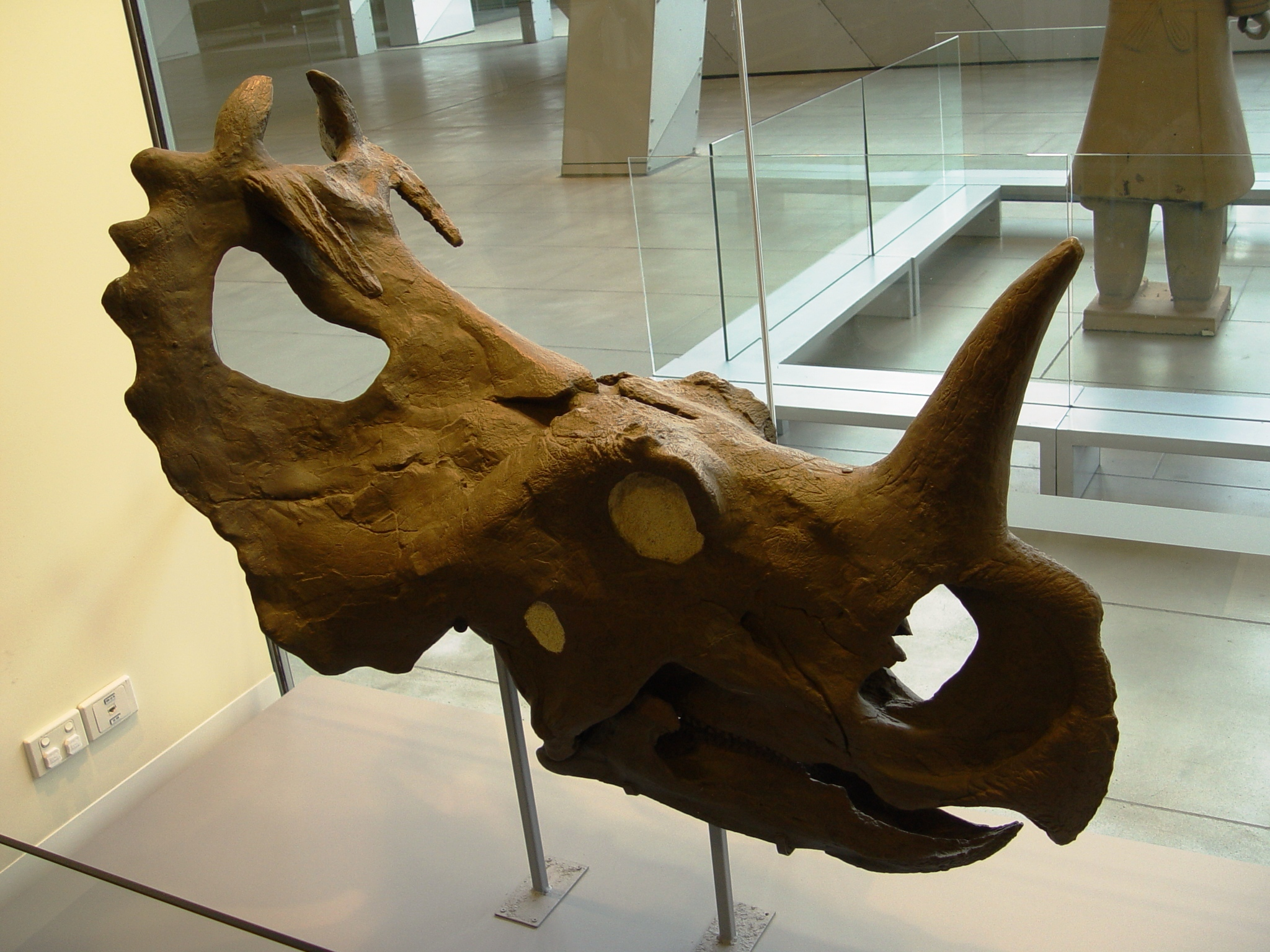
جمجمة سنتروصور

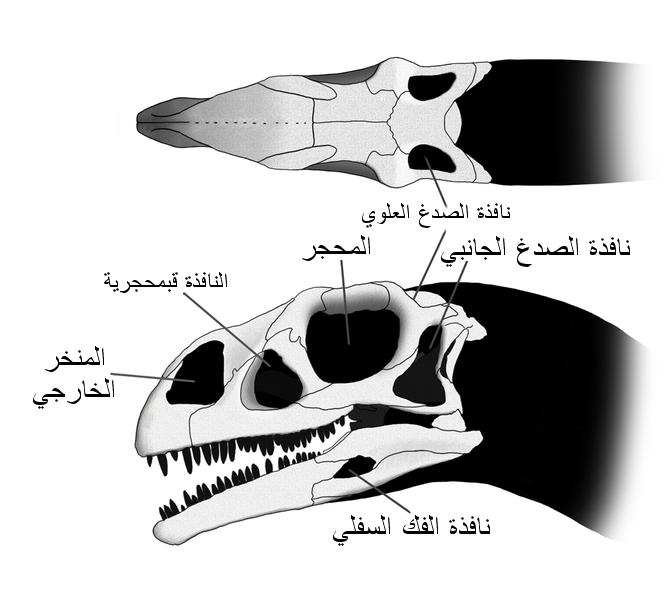
مجسَّم لجمجمة ديناصور من نوع الماسوسبونديلوس، وتظهر فيه الثقوب الخلفية وراء محجر العين تماماً.

| النوافذ (اللاتينيّة: Fenestra) عبارة عن فتحات في الجمجمة وهي: - نوافذ أمام عينية - نوافذ فكيّة سفليّة - نوافذ مربعة وجنيّة - نوافذ تحت صدفيّة، وهي فتحة بين جزئين من العظم الصدفي في بعض القوارض - نوافذ صدغية |

النوافذ الصدغيّة سمة تشريحيّة لجماجم أنماط عديدة من السلويات، تتمثّل حفر (نوافذ) متناظرة على كلا الجانبين في العظم الصدغي. اعتماداً على ذرية الحيوان المُعطَى، فإما أن تكون زوجان أو زوج أو لا أزواج من النوافذ الصدغيّة فوق أو تحت العظام وراء الحجاجي والصدفيّ. تُعرف النوافذ الصدغيّة العلويّة بالنوافذ فوق الصدغيّة أما النوافذ الصدغيّة السفليّة فتُعرف بالنوافذ تحت الصدغيّة. إن وجود النوافذ الصدغيّة بالإضافة إلى شكلها هو عامل تصنيف حاسم لملتحمات الأقواس، والتي تُعتبر الثدييات جزءاً منها.

تربطها التكهُّنات الفيزيولوجيّة بارتفاع في معدَّلات الاستقلاب وبزيادة في عضليّة الفك. فالسلويّات الأبكر لمُكوِّنات الفحم لا تمتلك نوافذ صدغيّة ولكن خطَين اثنين أكثر تقدُّماً يمتلكانو هما: ملتحمات الأقواس (الزواحف لشبيهة بالثدييات) وثنائيات الأقواس (معظم الزواحف والطيور المتأخرة). وبتقدُّم الزمن أصبحت النوافذ الصدغيّة لدى ملتحمات الأقواس وثنائيات الأقواس أكثر تعدُّلاً وأكبر وذلك بغية إكساب الحيوان عضلات فك وعضّ أقوى وأكثر. وبالنسبة للديناصورات، وهي ثنائيات أقواس فهي تمتلك فتحات متقدّمة، كما أن ذريتهم (الطيور)تمتلك نوافذ صدغيّة مُعدَّلة. أما الثدييات، وهي ثنائيات أقواس أيضاً فلا تمتلك فتحات صدغيّة في الجمجمة، وذلك بتعدُّل الخلّة (السمة أو الصفة)، وعلى الرغم من ذلك فهي تمتلك حجاجاً صدغيَّاً (و هو يمثّل فتحة) وعضلات صدغيّة. وهي حفرة في الرأس وتتوضَّع إلى الخلف من الحجاج خلف العين.

#### التصنيف
هناك أربعة أصناف من جماجم السلويّات، مُصنَّفة بحسب عدد وموضع النوافذ الصدغيّة، وهي:
- عديمة الأقواس: لا تمتلك أقواساً
- ملتحمات الأقواس: تمتلك فتحة سفليّة (بين العظام خلف الحجاج والصدفيّ)
- واسعات الأقواس Euryapsida: تمتلك فتحة علويّة (فوق العظام خلف الحجاج والصدفيّ)، وقد تطوَّرت واسعات الأقواس Euryapsida من تكوين ثنائيات الأقواس بخسارتها النوافذ الصدغيّة السفليّة.
- ثنائيات الأقواس: تمتلك فتحتين

تطوريَّاً، فهي مرتبطة بالتالي:
- السلويّات
  - صف ملتحمات الأقواس
    - رتبة ثيرابسيد
      - صف الثدييات: الثدييات

  - (غير مُصنَّف) عظائيات الوجه: الزواحف
    - دون صف عديمة الأقواس
    - (غير مُصنَّف) زواحف حقيقية
      - دون صف ثنائيات الأقواس
        - (غير مُصنَّف) ملتحمات الأقواس
        - صف الطيور

### العظام
الوجنة (الإنجليزيّة: The jugal) عظمٌ من الجمجمة موجود في معظم الزواحف والبرمائيات والطيور. في الثدييات تُدعى الوجنة غالباً بالمصطلح Zygomatic bone أو malar bone.
العظم أمام الجبهيّ عظمٌ يفصل بين العظام الدمعيّ والجبهيّ في جماجم العديد من رباعيات الأطراف.

## صور إضافية
ثدييات
- جمجمة تعود لفيل في متنزه سيرينغيتي الوطني
- جمجمة فرس نهر
- جمجمة حوت قاتل
- كلب الراعي الألماني
- بطباط
- ثعلب
- قطة
- جمل

الطيور
- جمجمة نسر
- منظر جبهيّ لجمجمة بطة
- قحف و فك بطة

الزواحف
- جمجمة ملك الكوبرا
- جمجمة إكتيوصور